# Ingan
Ingan är en sjö i Hudiksvalls kommun i Hälsingland och ingår i Delångersåns huvudavrinningsområde. Sjön är 12,2 meter djup, har en yta på 0,533 kvadratkilometer och är belägen 41 meter över havet.

## Delavrinningsområde
Ingan ingår i det delavrinningsområde (685105-155518) som SMHI kallar för Utloppet av Ingan. Medelhöjden är 55 meter över havet och ytan är 3,25 kvadratkilometer. Det finns ett avrinningsområde uppströms, och räknas det in blir den ackumulerade arean 19,42 kvadratkilometer. Vattendraget som avvattnar avrinningsområdet har biflödesordning 2, vilket innebär att vattnet flödar genom totalt 2 vattendrag innan det når havet efter 31 kilometer. Avrinningsområdet består mestadels av skog (46 procent) och jordbruk (18 procent). Avrinningsområdet har 0,53 kvadratkilometer vattenytor vilket ger det en sjöprocent på 16,2 procent. Bebyggelsen i området täcker en yta av 0,28 kvadratkilometer eller 8 procent av avrinningsområdet.